# Darmstadt-Martinsviertel
Das Martinsviertel (im lokalen Dialekt: Maddinsväddel) ist eines der älteren Viertel und ein Statistischer Bezirk in Darmstadt. Es liegt im nördlichen Darmstadt und grenzt nordöstlich an die Stadtmitte an. Es wird von der Stadt Darmstadt zu statistischen Zwecken in die statistischen Bezirke Martinsviertel-Ost und Martinsviertel-West aufgeteilt, die insgesamt eine Fläche von 67 ha haben und 11727 Einwohner aufweisen. Das ergibt eine Bevölkerungsdichte von 175,0 Menschen pro ha (gerundet).
Das Martinsviertel war ursprünglich eine kleine bäuerliche Ansiedlung außerhalb der Stadtmauern, in der die Bevölkerung noch Schweine hielt, die auf der Straße herumliefen – deshalb wurde (und wird) es auch das „Watzeviertel“ genannt. Im alten Teil der Arheilger Straße existiert noch in einem Hof ein erhalten gebliebener Faselstall.
Hierher zogen zu Beginn der Industrialisierung die Zuwanderer aus der Umgebung, sodass die Bevölkerung in nur einer Generation zwischen 1880 und 1910 von 1630 auf 5200 Haushalte anstieg.
In den 1960er Jahren kamen so genannte Flächensanierungen in Mode. Fast wäre das Martinsviertel auch dem Bagger zum Opfer gefallen, aber dank einer dort wohnenden Bürgerinitiative blieben viele alte Fachwerkhäuser erhalten und wurden nach und nach saniert.

Heute gehört das Martinsviertel zu den begehrten Wohnlagen innerhalb Darmstadts, da es nahe an der Universität und dem Herrngarten liegt, teilweise eine attraktive Altbau-Bebauung aufweist und zahlreiche Lokale und Geschäfte hat, besonders um Riegerplatz, Heinheimer Straße und Liebfrauenstraße in der Quartiersmitte. So weist das Viertel andererseits Gentrifizierungstendenzen auf, sodass die dortigen Mieten nicht mehr von allen angestammten Bewohnern aufgebracht werden können.

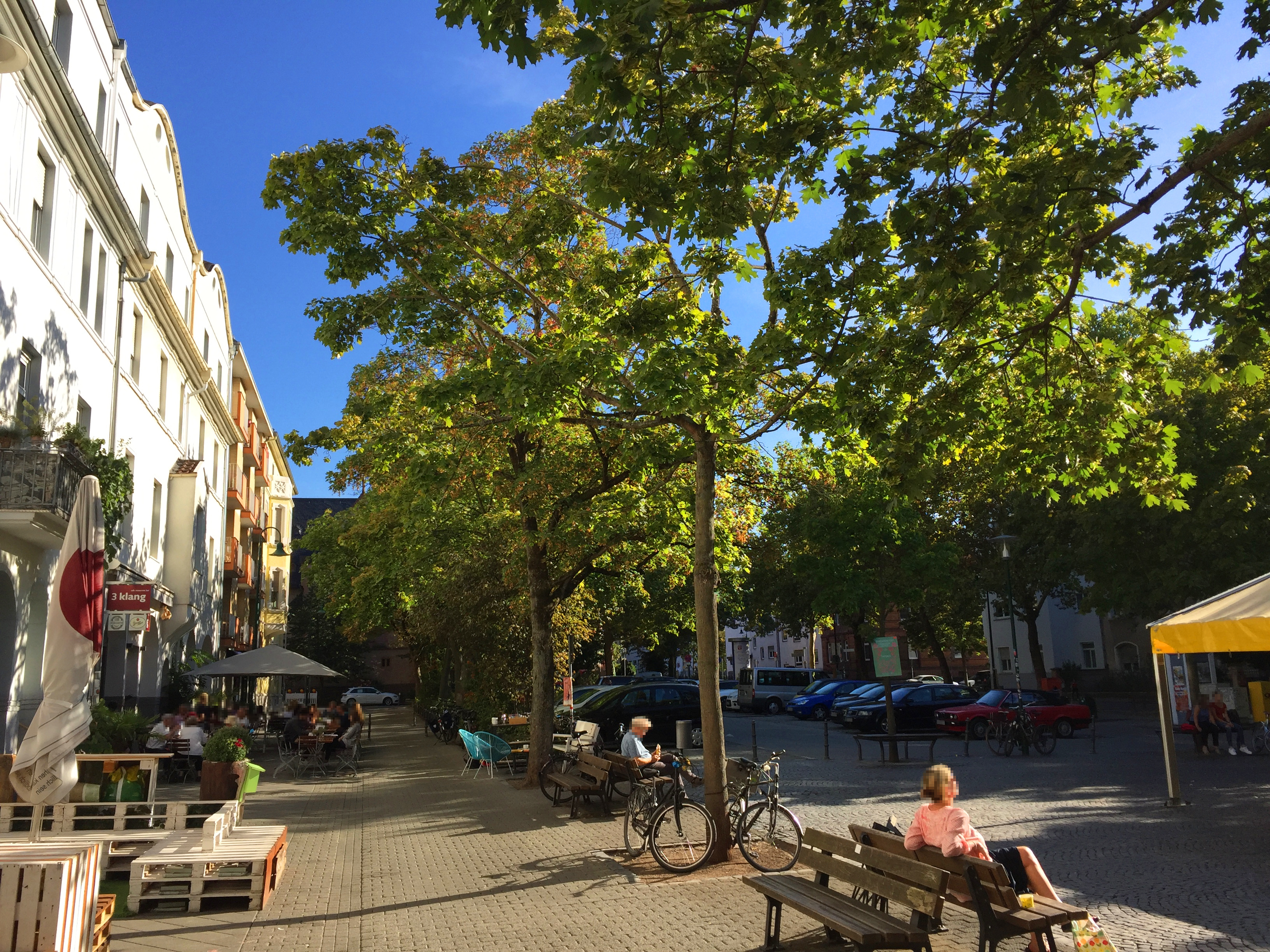
Der Riegerplatz ist einer der beliebten Plätze des Viertels mit Veranstaltungen, Gastronomie, Einzelhandel und Kneipen.

## Geschichte
Die Geschichte des Martinsviertel beginnt um das Jahr 1582 mit dem Ausbau der Alten Vorstadt. Die Architekten Jakob Kesselhut, Jakob Wustmann, Martin Kersten und Seyfried Pfannmüller sollten eine Vorstadt für die Beamten und Hofbevölkerung bauen, die der Darmstädter Residenz zuwanderten.
Die erste Bebauung fand im Bereich des Ballonplatzes, dem bisherigen Ballspielplatz des Hofes, statt. Kurz darauf erfolgte der Ausbau der Magdalenenstraße.
1670 wurde die Reithalle zum Komödienhaus umgebaut. Später wurde daraus das Kleine Haus des im Zweiten Weltkrieg zerstörten und in den 1990ern sanierten Landestheaters.
Erst in den Jahren 1678–1687 erhielt die Alte Vorstadt einen unmittelbaren Zugang zu Schloss und Marktplatz. Es entstand die Bebauung im Birnengarten der Landgrafen und die Birnengartenstraße, die heutige Alexanderstraße. Der Ballonplatz sowie alle weiteren Straßen wurden mit Linden bepflanzt.
Da die meisten entstandenen Häuser eine ähnliche Funktion hatten, wurde ein relativ gleichförmiges städtebauliches Gesicht entwickelt. Die im Barockstil gehaltenen Giebel der Häuser sind teilweise noch bis heute erhalten oder wurden, wie bei der Neubebauung am Ballonplatz, neu geschaffen.
Bereits im ausgehenden 18. Jahrhundert begann dann die Entwicklung vor dem Sporertor, welches 1810 abgerissen wurde. Die Landgrafen, allen anderen voran Ludwig IX., teilten ihren Veteranen und deren Witwen ein Haus mit Nebengebäude zur landwirtschaftlichen Eigenversorgung zu. Die Gardisten- und Bangertgasse, die spätere Pankratiusstraße, entstanden in dieser Zeit.
1819 begann der Schulbetrieb im Wallothschen Haus. 1823 begann dann der Bau der Ballonschule (Architekt Franz Heger), in welcher der Schulbetrieb weitergeführt wurde.
Nach dem Sporertor wurde 1824 dann auch das Jägertor abgerissen.
Trotzdem kam die Bebauung entlang der Dieburger und der Heinheimer Straße nur allmählich in Gang. Vor den ehemaligen Toren lagen die Bauern- und Armeleuteviertel, welche von der Stadtbevölkerung abwertend als Watzeviertel bezeichnet wurden.
In die neue Bebauung zogen daher auch nur Mittelständler und einfache Bürger.
Bis dahin war der Mittelpunkt des Martinsviertel der Kantplatz. Erst nach der Errichtung der Martinskirche 1885 und eines so entstandenen neuen Mittelpunktes des Viertels setzte die Viertelbildung, dank der rasch zuziehenden Landbevölkerung, um den Riegerplatz ein.
Dabei kam es zu beträchtlichen Terrain- und Bauspekulationen, die Bodenpreise stiegen von 1–3 Goldmark (1870) auf bis zu 50 Goldmark (1905). Nachdem der Zuzug abebbte, fielen die Preise jedoch wieder auf zirka 25 Goldmark. Durch die Spekulationen und den Preisverfall erhielt das Gebiet um den heutigen Friedrich-Ebert-Platz auch den Beinamen Hypothekenfriedhof. Auch um die Spekulationen einzudämmen, kam es 1890 zum ersten Bebauungsplan für das Martinsviertel. Dieser hatte allerdings wenig Wirkung gegen die Spekulationen.
Im Jahr 1877 wurde im Martinsviertel die polytechnische Schule zu Darmstadt durch Verleihung des Titels Technische Hochschule zu Darmstadt von Ludwig IV., Großherzog von Hessen und bei Rhein, in den Universitätsstatus erhoben. Ebenfalls 1877 wurde die Müllerschule, die heutige Schillerschule, gegründet.
1884 begann der Ausbau der Wasserversorgung im Bereich des Martinsviertel.
1904 wurde die erste katholische Kirche im Martinsviertel und zweite in Darmstadt eingeweiht. Am 30. September wurde die Kirche St. Elisabeth von Bischof Georg Heinrich Maria Kirstein zu Ehren der Heiligen Elisabeth, Landgräfin von Hessen und Thüringen, geweiht.
Die weitere Verdichtung des Viertels trug dem Stadtwachstum Rechnung. Insbesondere mit der einsetzenden Industrialisierung und dem damit verbundenen Bevölkerungswachstum kam es ab der zweiten Hälfte des 19. Jahrhunderts zu verstärkten Bautätigkeiten. Um die Jahrhundertwende entstand die für weite Teile des Martinsviertels noch heute typische Gründerzeitbebauung mit ihrer zumeist viergeschossigen geschlossenen Blockbauweise.
Als es in Darmstadt um 1900 zu einer ersten Stadtflucht kam, wurde versucht, dem durch die Gründung der Gartenstadt am Rande des Martinsviertel entgegenzuwirken. Joseph Maria Olbrich entwarf einen Vorschlag für die Gartenstadt am Hohlenweg. Ziel war es, preiswertes Wohnen unter Beachtung der Natur zu ermöglichen. 1907 wurde mit dem Bau begonnen. Aus der Gartenstadt ging das heutige Komponistenviertel hervor.
Das Martinsviertel wurde 1912 durch die Nebenstrecke 5 an das öffentliche Nahverkehrsnetz angeschlossen.
Das Viertel wurde zwar auch im Zweiten Weltkrieg, insbesondere während der Darmstädter Brandnacht am 11. September 1944, beschädigt. Zerstört wurden unter anderem die Martins- und Elisabeth-Kirche. Allerdings blieb, im Gegensatz zur zentralen Innenstadt, ein Großteil der historischen Bausubstanz erhalten.
1972 wurde das Martinsviertel förmlich als Sanierungsgebiet festgelegt. Ziel war es, das Viertel wieder wohnlich zu machen. Die behutsame Sanierung dauerte mehr als 30 Jahre an. Grundlage der Sanierung ist der 1975 durch die Stadt beschlossene Rahmenplan Martinsviertel. Dieser ist mit Ausnahme einer geplanten 4-spurigen Trasse, der sogenannten Osttangente, bis heute gültig. Bis heute erinnert die Kneipe Osttangente mit ihrem Namen an die Proteste der Wählergemeinschaft Darmstadt gegen die geplante Trasse. Die Planung wurde im Jahr 1980 aufgegeben.
Der Karlshof ist das größte Studentenwohnheim Darmstadts.

## Kirchen und Sehenswürdigkeiten
- Katholisch-Apostolische Kirche
- Martinskirche
- Michaelskirche
- St. Elisabeth

### St.-Elisabeth-Kirche
Da bereits um 1900 die Katholiken in Darmstadt so zahlreich waren, dass die St.-Ludwigs-Kirche diese nicht mehr fassen konnte, wurde der Bau einer zweiten katholischen Kirche in Darmstadt erforderlich. Seit 1871 wurde bereits in der Kapelle des städtischen Pründnerhauses jeden zweiten Sonntag eine Messe mit Predigt gehalten. Der Kirchenvorstand von St. Ludwig beschloss dann 1893 den Kauf eines Grundstückes in der Gardistenstraße. Hierfür wurden 40.000 Goldmark ausgegeben. Da das Grundstück für den Bau nicht ausreichte kaufte der Pfarrer der St.-Ludwigs-Kirche, Dr. Friedrich Elz eine Hofreite in der Schloßgartenstraße hinzu.
Grundsteinlegung zum Bau war am 4. Oktober 1903. Die Konsekration fand, fast zwei Jahre später, am 30. September 1905, durch den Mainzer Bischof Georg Heinrich Maria Kirstein, statt. Der Architekt Ludwig Becker hatte die Kirche geplant.
Im Jahr der Einweihung wurde der Seelsorgebezirk von der Gemeinde St. Ludwig abgetrennt und fungierte seither als eigenständige Pfarrei.
Im Zweiten Weltkrieg wurde die Kirche durch zwei Sprengbomben getroffen, was beinahe die komplette Zerstörung zur Folge hatte. Die Gemeinde begann bereits 1947 mit dem Wiederaufbau. Zwei Jahre später fand die Einweihung der Kirche am 7. August 1949 statt, die Beschädigungen wirkten jedoch noch viele Jahre nach.
Im inneren der Kirche sind heute noch die Reste des „Eucharistischen Hochaltars“ und des „Marienaltares“ zu finden. Beides sind Meisterstücke des neugotischen Stils der Jahrhundertwende.
Siehe auch: Liste der Kulturdenkmäler im Martinsviertel

## Schulen im Martinsviertel
- Christian-Morgenstern-Schule[3]
- Schillerschule[4]
- Bernhard-Adelung-Schule[5]
- Ernst-Elias-Niebergall-Schule[6]
- Christoph-Graupner-Schule[7]
- Heinrich-Emanuel-Merck-Schule[8]
- Martin-Behaim-Schule
- Friedrich-List-Schule

## Regelmäßige Veranstaltungen
- Juni/Juli: Kantplatz, Bücher- und Zeitschriften Flohmarkt mit Lesung
- erstes August-Wochenende: Bürgerschoppen mit Flohmarkt im Bürgerpark
- September: Watzemussiggnacht
- September: Martinskerb
- September/Oktober: Kantplatz, Bücher- und Zeitschriften Flohmarkt mit Lesung